# 新民主黨人
新民主黨人（法語：Les Nouveaux Démocrates，發音：[le nuvo demɔkʁat]，缩写为LND）是政治立場中間偏左與主張社會自由主義的法國政黨，為親歐洲主義政黨。該黨於2020年12月16日由復興黨黨員所創立，共同領導人為奥雷利安·塔谢與埃米莉·卡里乌，在2022年10月16日解散。